# 大久保忠喜
大久保 忠喜（おおくぼ ただよし、延享3年6月26日（1746年8月12日） - 文化9年8月10日（1812年9月15日））は、江戸時代中期から後期の大名。下野烏山藩の第4代藩主。烏山藩大久保家5代。
第2代藩主大久保忠胤の三男。正室は堀田正亮の娘。子に娘（大久保忠成正室）、娘（内藤政峻正室）、娘（成瀬正壽正室）、娘（大久保親知正室）。養子に大久保忠邦、大久保忠成。官位は従五位下山城守。
生年は延享2年（1745年）とも。明和6年（1769年）、先代藩主の兄忠卿が死去し、嗣子がなかったため末期養子となって家督を継承した。はじめ養子とした忠邦が早世したため、文化2年（1805年）に次いで養子とした家督を忠成に譲って隠居した。文化9年（1812年）、67歳で死去した。

## 系譜
父母
- 大久保忠胤（実父）
- 奥崎氏 ー 側室（実母）
- 大久保忠卿（養父）

正室
- 多嘉 ー 堀田正亮の娘

子女
- 大久保忠成正室
- 恵津子 ー 内藤政峻正室
- 田鶴 ー 成瀬正壽正室
- 大久保親知正室

養子
- 大久保忠邦 ー 松平忠恕の長男
- 大久保忠成 ー 松平忠恕の三男